# Pjotr Nikolajewitsch Schabelski-Bork
Pjotr Nikolajewitsch Schabelski-Bork (russisch Пётр Николаевич Шабельский-Борк), Pseudonym von Pjotr Nikiforowitsch Popow (russisch Пётр Никифорович Попов; * 23. Apriljul. / 5. Mai 1893greg. in Kislowodsk, Russisches Kaiserreich; † 18. August 1952 in Buenos Aires, Argentinien) war ein Offizier der Kaiserlich Russischen Armee und rechtsextremer Schriftsteller, der nach dem Ende des Ersten Weltkriegs als Emigrant hauptsächlich in Deutschland lebte. Bekannt wurde er durch seine Beteiligung am Attentat gegen den ehemaligen Vorsitzenden der russischen Konstitutionell-Demokratischen Partei (Kadetten) Miljukow, das er 1922 zusammen mit Sergei Taborizki ausführte und bei dem der Nothilfe leistende Journalist und Kadetten-Politiker Wladimir Dmitrijewitsch Nabokow erschossen wurde.

## Leben

### Frühe Jahre
Pjotr Nikiforowitsch Popow wurde 1893 geboren, zu seiner Herkunft gibt es widersprüchliche Angaben. Als Geburtsort wird auch Taganrog angegeben, er entstammte einer adligen oder auch einer kleinbürgerlichen Familie. Nach dem Abschluss des Gymnasiums in Taganrog nahm er ein Jurastudium an der Universität Charkow auf. Im Ersten Weltkrieg war er Offizier im inguschischen Kavallerieregiment und wurde verwundet. Bis 1917 war er Mitglied der rechtsextremen und monarchistisch-nationalistischen Organisationen Schwarze Hundert und Bund des russischen Volkes.
Nach der Februarrevolution 1917 verließ er die Armee. Nach der Oktoberrevolution wurde er im November 1917 zusammen mit Purischkewitsch und Winberg als Mitglied einer monarchistischen Organisation verhaftet, im Januar 1918 zu neun Monaten Zwangsarbeit verurteilt und am 1. Mai 1918 begnadigt. Anschließend zog er nach Kiew und emigrierte zusammen mit Winberg und Sergei Taborizki nach Deutschland, nachdem Kiew von Truppen der Ukrainischen Volksrepublik eingenommen worden war.

### Als Emigrant
In Deutschland nahm Popow das Pseudonym Schabelski-Bork an und änderte auch sein Patronym. Er behauptete, der Patensohn der Schriftstellerin Elsa von Schabelsky zu sein, obwohl er sie nur einmal im Jahre 1916 getroffen hatte. Daneben verwendete er auch das Pseudonym Staryi Kiribej. Er wurde Mitglied der geheimen rechtsextremen Aufbau-Vereinigung.
Schabelski-Bork und Winberg brachten die Protokolle der Weisen von Zion mit nach Deutschland, eine  antisemitische Fälschung, die vorgab, Beweise für eine jüdische Weltverschwörung zu liefern. Sie wurde 1920 in Winbergs Zeitschrift Луч света (Lutsch sweta, „Lichtstrahl“) erstmals in Deutschland veröffentlicht, deren erste Ausgaben Schabelski-Bork und Taborizki als Redakteure der ersten Ausgaben betreuten. Schabelski-Bork gab die Protokolle an den antisemitischen Publizisten und Verleger Ludwig Müller von Hausen weiter, der die erste deutsche Ausgabe besorgte.
Im März 1922 fuhren Schabelski-Bork und Taborizki von München nach Berlin mit der Absicht, ein Attentat auf den liberalen Politiker Miljukow zu verüben. Bei einem Vortrag Miljukows in der alten Berliner Philharmonie näherten sich die beiden der Bühne, sangen die Zarenhymne und schossen auf den Redner. Als der anwesende Nabokow Schabelski-Bork niederrang, gab Taborizki aus nächster Nähe drei Schüsse auf ihn ab. Miljukow blieb unverletzt, Nabokow starb an Ort und Stelle. Eine medizinische Untersuchung der Attentäter ergab, dass beide seit langem Drogen konsumiert und am Tag des Attentats eine starke Dosis eingenommen hatten. Im Prozess vor dem Kriminalgericht Moabit wurde Schabelski-Bork wegen Körperverletzung mit Todesfolge zu 12 Jahren Haft verurteilt. Hätte das Gericht auf Mord erkannt, hätte ihm die Todesstrafe gedroht. 1927 wurde er im Rahmen einer Amnestie aus der Haft entlassen.
Nach der Machtergreifung Adolf Hitlers kam es zu einer Zusammenarbeit mit dem NS-Regime. Schabelski-Bork ging davon aus, dass der künftige Führer die Monarchie in Deutschland wiederherstellen würde. Er beteiligte sich an der Bildung nationalsozialistischer Gruppen unter russischen Emigranten und wurde Sekretär von General Biskupski, dem Leiter der Vertrauensstelle für russische Flüchtlinge in Deutschland. Um 1942 wurde er Mitglied der NSDAP.
Im Zweiten Weltkrieg wurde sein Wohnsitz in Berlin durch einen alliierten Luftangriff zerstört. In den letzten Kriegstagen floh er aus Berlin, emigrierte nach Argentinien und ließ sich in Buenos Aires nieder, von wo aus er Beiträge in einer brasilianischen monarchistischen und russisch-orthodoxen Zeitschrift veröffentlichte. Er starb am 18. August 1952 in einem argentinischen Krankenhaus an Tuberkulose.